# Coenocharopa
Coenocharopa é um género de gastrópode da família Charopidae.
Este género contém as seguintes espécies:
- Coenocharopa aculeata
- Coenocharopa alata
- Coenocharopa elegans
- Coenocharopa macromphala
- Coenocharopa multiradiata
- Coenocharopa parvicostata
- Coenocharopa sordidus
- Coenocharopa yessabahensis